# 菊姫 (上杉景勝正室)
菊姫（きくひめ、永禄元年（1558年） - 慶長9年2月16日（1604年3月16日））は、戦国時代から安土桃山時代にかけての女性。武田信玄の五女。母は油川夫人。上杉景勝の正室。別名に阿菊御料人、甲斐御前。院号は大儀院。実子なし。

## 生涯
永禄元年（1558年）、武田信玄の五女として生まれる。母は武田一族・油川氏の出自である油川夫人。同母の兄弟姉妹に仁科盛信、葛山信貞、松姫。
天正3年（1575年）5月21日の長篠の戦いで兄の武田勝頼が織田信長に敗れて以降、勝頼は外交関係の再建に着手する。天正6年（1578年）、越後国で上杉謙信が死去すると、家督を巡り上杉景虎と上杉景勝の間で御館の乱が発生し、勝頼は後北条氏の要請で景虎支援のため越後へ出兵する。勝頼は景勝の和睦要請に応じて、景虎と景勝の和睦を調停して越後から撤兵するが、勝頼撤兵中に景虎・景勝間の和睦は破綻し、景勝が乱を制する。
これにより後北条氏は武田氏との甲相同盟を解消し、武田氏と後北条氏は敵対関係に入る。勝頼は上杉氏との同盟を強化し、甲越同盟の締結が行なわれた天正7年（1579年）に、菊姫は両家の同盟の証として上杉景勝に嫁いだ。『甲陽軍鑑』によれば、景勝と婚約が成立する以前に長島一向宗の願証寺の僧と婚約していたとされる。嫁入りの際、兄の勝頼が菊姫を心配して在府の家臣に送った書状があり、また、嫁いだ後も菊姫に奉公する家臣に、菊姫の様子について尋ねており、兄妹仲の良さも窺われる。
嫁いだ後は上杉家中から甲州夫人もしくは甲斐御寮人と呼ばれ、質素倹約を奨励した才色兼備の賢夫人として敬愛され、第2代藩主・定勝（景勝の庶長子）を始めとする後世の歴代藩主たちも謙信時代は争っていた武田家を丁重に扱ったといわれる。
天正17年（1589年）9月、豊臣秀吉は小田原征伐に際し、1万石以上の知行を持つ諸大名たちの妻女を3年間在京させることを命令した。菊姫も同年12月、夫の景勝と共に上洛し、以後、京都伏見の上杉邸で死去するまで人質としての生涯を送った。上杉家は慶長3年（1598年）に越後国から陸奥会津120万石へ転封となったが、菊姫は会津や関ヶ原の戦いでの敗北によって上杉家が移封された米沢に入ることはなかった。在京後は、諸大名、公家衆の妻女たちと音信や贈答を通して交流をはかっていたことが窺え、天正18年（1590年）6月には、当時の准三宮勧修寺晴子や勧修寺晴豊夫妻に三種三荷を進上している（『晴豊記』天正18年6月21日条）。また『妙心寺史』によれば、兄勝頼を手厚く弔った妙心寺の南化玄興に深く帰依していたという。後に菊姫死去の際には、南化の法弟海山元珠が導師を勤めている。文禄4年（1595年）9月、景勝が伏見に屋敷を賜ると伏見邸に移った。伏見邸へは、直江兼続正室のお船の方もともに移ったという。
慶長8年（1603年）冬より病床に伏し、翌9年（1604年）2月16日に上杉家の伏見屋敷で死去。享年47。菊姫死去の報を聞いた景勝や上杉家の家臣たちの哀惜の有様について、『上杉家御年譜』には「悲歎カキリナシ」とある。
法名は大儀院殿梅岩周香大姉。墓所は京都妙心寺亀仙庵（現隣華院）。後年米沢林泉寺にも墓碑が建立された。

## 人物・逸話
- 勧修寺晴豊は景勝と朝廷との取次を務め、装束の着付けを指南するなど、公家衆の仲でも特に交流が深かった。菊姫上洛後の『晴豊記』は天正18年、19年および文禄3年正月、7月、10月しか現存していないが、菊姫も晴豊夫妻とは贈答を通して親しく交流していたことが窺える。天正19年1月、晴豊から茶会に招かれた景勝一行は、茶会の後、大酒となり、酔い潰れるものが出るほどであった。その後、景勝は何度か晴豊を茶会に招くも、晴豊は体調不良を理由に断っていたが、翌月には菊姫が晴豊の妻に鮒を50匹贈らせたこともあった（『晴豊記』天正19年2月10日条）。
- 景勝との関係については、江戸中期に成立した軍記物『奥羽永慶軍記』などの影響により、景勝の男色嗜好と女性嫌悪により両者の夫婦関係自体が非常に疎遠であったと[8]する説もあるが、景勝の男色嗜好ならびに女性嫌悪を実証する一次史料自体存在せず、また両者の夫婦仲をはっきりと実証できる同時代的史料が現在のところ認められないため、実際のところは不明な点が多い。ただし残された記録などから判断する限り、景勝は菊姫に対して正室としての一定の敬意や配慮を行っていると見られ、彼女に対する好意や敬意は終生抱いていたものと思われる。
- 慶長8年（1603年）、豊臣秀頼と千姫との婚儀に際し上洛した景勝は、そのまま翌慶長9年（1604年）8月21日に帰国の途につくまで伏見に滞在しているが、この間の2月に、米沢から駆けつけた義弟武田信清と共に菊姫の死を看取ることとなったと思われる[9]。『上杉家御年譜』には、菊姫の看病のため、信清が急ぎ上洛したこと[10]、景勝が菊姫の病気平癒のため神社仏閣への祈願を行ったり、名医を招いたりしたことや、菊姫の死に際して悲しんだ有様についての記述がある[11]。
- 歌舞伎の『本朝廿四孝』のヒロイン「八重垣姫」は菊姫がモデルとされる。
- 米沢の郷土史には上杉定勝が菊姫の息子(即ち武田信玄の外孫)だという説もあるが、定勝が生まれたのは菊姫が逝去した後であり、時期的に無理がある。

## 関連人物
- 武田信玄
- 油川夫人
- 上杉景勝
- 武田勝頼
- 信松尼（松姫）
- 武田信清
- お船の方
- 桂岩院
- 綾姫

## 関連作品
書籍
- 楠戸義昭『戦国女系譜〈巻之2〉』（毎日新聞社）1995年刊　ISBN 4620310441

小説
- 阿井景子『お菊御料人―景勝の正室（つま） 』（光文社）2009年刊（文庫書下ろし）　ISBN 433474673X

テレビドラマ
- 「おんな風林火山」（1986年、TBS、菊姫：岡崎由喜枝→伊藤かずえ）
- 「天地人」（2009年、NHK大河ドラマ、菊姫：比嘉愛未）

漫画
- 高橋まさみ『旅路はるかに―歴史まんが 菊姫・甲州夫人としての生涯』（北泉社）1984年刊　ISBN 4938424037
- 河村恵利『花の君参る 上杉景勝室・菊姫』（秋田書店）2009年2月単行本発行。ISBN 4253195865